# Иоан Гури Паску
Иоан Гури Паску (рум. Ioan Gyuri Pascu; 31 августа 1961 — 26 сентября 2016) — румынский певец, продюсер, актёр и комик. Также известен своим участием в комедийной труппе Divertis и деятельностью в румынском кино и на телевидении. Перемещаясь между рок-музыкой, ритмом и блюзом, регги и джазом, мультиинструменталист Пашку основал несколько групп и зарегистрировал успех, особенно в начале 1990-х, когда он был солистом группы, известной как The Blue Workers. Pascu был менеджером нескольких альтернативных музыкальных произведений со своим лейблом Tempo Music и остается откровенным критиком румынского коммерческого радио. Играя в жанрах рок, ритм-энд-блюз, регги и джаз, мультиинструменталист Паску основал несколько групп и стал успешным музыкантом, особенно в начале 1990-х, когда он был солистом группы, известной как The Blue Workers. Паску был менеджером нескольких альтернативных музыкальных артистов со своим лейблом Tempo Music и остается откровенным критиком румынского коммерческого радио.
Известный своими выступлениями в политическом сатирическом шоу Divertis, Паску был также успешным актёром. Он появлялся в таких кинофильмах как «Незабываемое лето» Лучиана Пинтилие и «Запад» Кристиана Мунджиу. Исполнил ряд ролей в румынских театрах. Он также был спортивным колумнистом и автором христианской литературы.

## Биография

### Ранние годы
Паску родился в городе Агнита (ныне в жудеце Сибиу), где он окончил начальную школу. Его отец по национальности румын, а мать — наполовину венгерка. Со стороны матери у него также есть польские и словацкие корни. Его мать была католичкой, а его отец, как и Гури, был православным. Его имя отражает его происхождение: Ioan было выбрано как румынское имя, его вторым именем было венгерское Gyurika (Дьюрика), но оно было записано как Ghiurico в его свидетельстве о рождении и в других документах. Как Паску позднее пояснял, это было из-за того, что ни отец ни мать не были знакомы с венгерской фонологией. Паску бегло владел венгерским языком и предпочитал уменьшительное имя Gyuri (Дьюри).
Паску начал учиться игре на фортепиано, когда ему было девять лет. Пел в школьном хоре, развлекая своих друзей исполнением песен известных поп-певцов. В пятом классе он начал играть в гандбол в любительской команде, отказавшись от уроков игры на фортепиано и раздумывая над карьерой актёра. Он также учился играть на гитаре.
В четырнадцать лет голос Паску изменился, но он продолжил петь в хоре. Будучи школьником, Паску вступил в румынский комсомол. В 1976 году он поступил в среднюю школу Агниты. В том же году он отказался от гандбола и начал более серьёзное изучение гитарной музыки, используя учебник Марии Боеру. Он дебютировал как актёр-любитель в 1977 году в спектакле на сцене Доме культуры Агниты.
Паску также заинтересовался концертами Cenaclul Flacăra, румынским объединением музыкантов, вдохновлённых американским фолк-роком. Он познакомился с творчеством западных исполнителей, таких как Оливия Ньютон-Джон и Queen. Активно участвовал в комсомольской культурной бригаде, писал и исполнял свои первые произведения в стиле фолк-рок.

### ГруппыTrandafirii NegriиFundal
В мае 1978 года Паску принял участие в праздновании Международного дня солидарности трудящихся в Медиаше, где подружился с братьям Септимиу и Хория Молдован, которые были в той же группе, что и поп-певица Елена Чарстея. Согласно официальному сайту Паску, они играли для него западные рок-хиты, в том числе «Child in Time» группы Deep Purple и «July Morning» группы Uriah Heep. Между 1978 и 1980 годами Паску пел с молдавской группой Trandafirii Negri, и его приглашали петь вместе с ними на свадьбах и других торжествах. На заработанные деньги он купил свою первую акустическую гитару прямо на фабрике в Регине и научился играть на барабанах. Он написал одну из своих первых опубликованных песен «Melancolie» («Меланхолия») в 1979 году.
В 1980 году Паску подал заявку в школу драматургии Иштвана Сентдьёрдьи в Тыргу-Муреше, но провалил вступительный экзамен. Затем он несколько месяцев проработал токарем на государственном заводе, после чего был призван в Сухопутные войска Румынии, где встретился с другими музыкантами-любителями, проходившими службу. Вместе они основали рок-группу Fundal, а Паску стал её солистом и барабанщиком. Они выступали на общенациональном фестивале Cîntarea României.
В 1982 году их срок службы закончился, Паску и Fundal вернулись в Медиаш. Там Паску заметила румынская радиостанция Radio Vacanţa. Он был приглашён выступить на молодёжных концертах радиостанции, где познакомился и подружился с Тео Петером, басистом для группы Compact, и музыкальным промоутером Андреем Партошем. В 1982 году Паску также играл на концертах Cenaclul Flacăra, и участвовал в шоу Scinteia Tineretului. Позже он описывал наставничество музыкантов Кристи Минкулеску, Ливиу Тудана, Ади Ордяна и Влади Кнеджевичиа как свою «третью реальную школу». В 1980 году Паску увлёкся музыкой регги. Он познакомился со стилем регги благодаря творчеству группы The Police, а затем стал фанатом номеров в стиле регги, исполняемых африканскими студентами в румынских университетах. Двадцать лет спустя Паску заявил журналистам: «Между 1980 и 1985 годами я был без ума от Боба Марли».

### Университетские годы и дебют вDivertis
В 1984 году Паску переехал в Клуж-Напоку и поступил на факультет литературы Клужского университета, изучал там румынский и испанский языки. Он дважды подавал заявку на аналогичный факультет в Бухарестского университета, но не сдал вступительный экзамен. Вскоре после поступления он поступил в театральную труппу университета Ars Amatoria şi Fiii, которой руководил литературный критик Ион Вартич. В это время он выступал в радио-комедиях и в театре пародии, был вовлечён в литературный клуб Вартича «Эхинокс». Паску сохранял свой интерес к спорту, особенно к футболу, и был известным фанатом футбольной команды Университатя.
В 1986 году, когда труппа Ars Amatoria гастролировала в Бухаресте с адаптацией пьес Иона Луки Караджале, Паску познакомился и подружился с членами комедийного ансамбля и студенческой группы Divertis, которая исполняла тонкую политическую сатиру против коммунистического правления Николае Чаушеску. Паску был фанатом Divertis с 1982 года и вспоминал: «Я встретился с ребятами Divertis после шоу, они мне понравились [и] попросили меня присоединиться к группе». Его первое выступление с Divertis состоялось в 1987 году на курорте Извору Мурешулуй в жудеце Харгита. Паску возобновил свою музыкальную карьеру и в том же 1987 году был приглашен Партошем на спеть на летнем фестивале в Деве.
В 1988—1989 годах, после окончания университета, Паску преподавал румынский язык и литературу в начальной школе в Улму в жудеце Кэлэраши, отказавшись от продолжения своей карьеры певца. В конце 1989 года он был в Семениче, где познакомился с Мирчей Баничу, бывшим участником ведущей рок-группы Румынии Transsylvania Phoenix. Он гостил в доме Баничу, когда в Тимишоаре вспыхнула антикоммунистическая революция. Он вернулся в Divertis в Яссах, но их запланированное шоу было отменено коммунистическими властями.
После падения коммунизма он занялся карьерой исполнителя. Выступив с сольным концертом в феврале 1990 года, он возобновил контракт с Divertis и объехал с ними страну. В том же году Divertis впервые исполнили серию комедийных шоу, транслировавшихся по Румынскому телевидению. Группа работала с кинорежиссером и офицером дорожной полиции Вирджилом Вокинэ, добавляя комедийные элементы в его сериализованную кампанию по безопасности дорожного движения «Reflecţii rutiere» («Придорожные размышления»). С декабря 1990 по 1992 год Паску был даботал редактором передачи на том же канале.
В 1992 году совместно с Мирчей Русу Паску выпустил мини-альбом «Ar putea fi». В партнёрстве со своей подругой Даньелой Марин он основал Tempo Music, претендующий на звание первого независимого музыкального лейбла Румынии. Паску также основал свою собственную группу The Blue Workers.

### Первые музыкальные хиты
В 1993 году Паску добился первого значительного успеха в музыке с альбомом Mixed Grill и синглом «Ţara arde şi babele se piaptănă». Опрос, проведённый журналом Evenimentul Zilei, назвал этот трек лучшей песней 1993 года, а общенациональная радиостанция Radio Contact присудила Паску звание «Композитор года». Mixed Grill стал экспериментом Паску с синтезом рока и регги. Благодаря таким хитам как «Gizzi» и «Mi-am luat colac», некоторые стали считать его одним из пионеров румынского регги. Смешение жанров стало характерным для работ Паску в музыке. Помимо фортепиано, гитары и ударных, Паску также начал играть на гармонике.
Вскоре после женитьбы на Даньеле Марин в августе 1993 года, Паску был приглашён режиссером Лучианом Пинтилие сыграть в его фильме «Незабываемое лето». Актёрская игра Паску получила хорошие отзывы.
В последующие годы Паску и The Blue Workers выпустили два мини-альбома в стиле ритм-н-блюз: Maşina cu jazzolină и Caseta pentru minte, inimă şi gură. Паску также появился на ряде комедийных записей, выпущенных Divertis, заслужив репутацию автора протестных песен. Румынская политика и социальные дебаты 1990-х годов вдохновили его на создание таких хитов как «Morcovul românesc» и «Instalatorul». Резонанс вызвала одна из его пародийных песен под названием «Africa, Africa», в которой говорилось что современная Румыния не лучше средней африканской страны.
В 1995 году, после серии фестивалей, где он пел вместе с The Blue Workers, Паску выступил с сольным концертом на фестивале Cerbul de Aur в Брашове и был награждён музыкальным журналом Actualitatea Muzicală премией за «Лучший альбомн» за Maşina cu jazzolină. Будучи телевизионным актером, Паску также принимал участие в рекламе.
В феврале 1997 года Паску выпустил альбом Gânduri nevinovate. Дочь Паску, Ана Ярина, родилась позже в том же месяце.
После 1997 года в своей деятельности Паску стал отдавать предпочтение музыкальному продюсированию. В период с 1998 по 2000 год он и его жена помогли добиться успеха поп- и рок-группам Vama Veche, Domnişoara Pogany и Dinu Olăraşu. После выпуска сборника песен Poveştile lui Gyuri в 1999 году он отошёл от музыки, заявив что разочаровался в новых поп-тенденциях, однако вернулся в 2000 году, выпустив ограниченный релиз Lasă (muzică de casă)

### От фильмаЗападк шоуFelix şi Otilea
В 2000 году Паску начал сотрудничать с кинорежиссером Кристианом Мунджиу. Он написал саундтрек к короткометражному фильму Мунджиу «Зэппинг» и сыграл в фильме Мунджиу «Хор пожарных». Их сотрудничество проявилось и в фильме «Запад», для которого Паску написал музыку и исполнил роль Гикэ. Эта работа Паску была благосклонно принята критиками.
Спустя два года после премьеры «Запада» Паску выпустил альбом Stângul de a visa, который не имел большого коммерческого успеха, поскольку, как отмечал Паску, он противоречил редакционной политике коммерческих радиостанций.
20-летие своей музыкальной деятельности Паску отметил гастрольным туром по стране, выступая преимущественно в провинциальных клубах. Он продолжил участвовать в различных концертах, а с 2003 года принимал участие музыкальном ток-шоу Taverna на национальном телеканале TVR 1 . С Divertis Паску стал соведущим регулярной комедийной передачи на телеканале Antena 1, съёмки которой проходили в США. Он также выступал со скетчами в шоу Felix şi Otilea, с участием поп-певиц Моники Ангел и Джоджо, комиков Кэтэлин Миреуцэ и Даньела Буздугана. Он был актёром озвучивания в Animat Planet, мультипликационном шоу Divertis на Antena 1. За эти работы Паску был назван «лучшим комиком 2003 года» в опросе TVR 1.
В 2004 году он выпустил сольные альбомы O stea и Jocul de-a joaca. В 2005 году он выпустил сборник своих лучших хитов, получившую название 12 ani, 12 balade. Паску воссоединился с The Blue Workers для общенационального турне 2005 года и выступления 2006 года в Детском дворце в Бухаресте. Они появились также на фестивале ProEtnica в Сигишоаре.
Паску ушёл из Divertis в 2007 году, поскольку не мог подстроиться под их жёсткий график. Этот разрыв не был полным, поскольку Паску продолжал участвовать в Animat Planet. В 2012 году он заявил, что окончательно отходит от политического юмора.
Паску выпустил альбом La jumătatea vieţii на концерте в Клуж-Напоке в ноябре 2007 года . В это время он также возобновил свою карьеру актёра. Весной 2007 года он исполнил главную роль Рикэ Вентурано в адаптации пьесы Караджале O noapte furtunoasă. Паску появился в документальном фильме Мариуса Барны «Utopia impusă».

### Писательский дебют и проекты Pro TV
В возрасте сорока лет Паску начал публиковать христианскую литературу, специализируясь на мистических эссе. Его вдохновляли православный священник Арсений (Бока) и болгарский оккультист Омраам Микаэль Айванхов.
Паску также исполнил роль румынского полицейского в венгерском фильме, и сыграл в пьесе Эжена Ионеско Le Viscomte. Он выступал с камео в телевизионных рекламных роликах и вёл спортивные колонки в периодических изданиях, включая журнал Time Out Bucharest. В сезоне 2008—2009 годов сыграл главного инспектора Фане Поповича в Vine poliţia!, комедийном сериале Pro TV. Телевизионный критик Чезар Паул-Бэдеску назвал это «катастрофическим» провалом.
В апреле 2009 года Паску исполнил комедийные комедийные интермедии на церемонии награждения UNITER Awards Gala, но его выступление получило неоднозначные отзывы. Три месяца спустя он открывал выступление американской фолк-певицы Сюзанны Веги на её шоу в Бухаресте.
Осенью он воссоединился с большинством своих коллег из Divertis, после того, как они перешли из Antena 1 на Pro TV. Он появился в театре «Метрополис» в постановке «На дне» Максима Горького. Пьеса получила хорошие хороших рецензии, и присутствие Паску вместе с другими комедийными актерами было названо необычным режиссёрским прочтением трагедии Горького. Паску и The Blue Workers выступили на джазовом фестивале в Сибиу. В конце 2009 года Паску и его жена развелись.
В апреле 2010 года Паску подвергся критике в СМИ, когда он согласился выступить на митинге в Тимишоаре, устроенного движением йога Грегорьяна Биволару (MISA). Критика была вызвана юридическими проблемами MISA и обвинениями Биволару в сексуальных преступлениях, однако Паску заявил: «Эти люди никогда не причиняли мне вреда, и у меня нет причин избегать их компании». В этом году Паску принял участие и в других концертах, в том числе во время мероприятия Bookfest в июне. В ноябре он был гостем на концерте Мирчи Баничу. Паску также стал владельцем своего собственного питейного заведения и музыкальной площадки, бухарестской таверны, которую он назвал пабом Гури.

### Инсульт 2010 года и расколDivertis
В конце 2010 года Паску перенёс инсульт и восстанавливается в университетской больнице в Бухаресте. Румынские СМИ предположили, что инсульт был вызван стрессом из-за его развода, хотя Паску заявил, что расставание было мирным. После инсульта Паску решил отказаться от употребления алкоголя. Он возобновил сценическую деятельность, принял участие в комедийной постановке Виктора Иона Попы Take, Ianke and Cadâr в начале 2011 года.
Паску вернулся в Land of Jokes, комедийный сериал, выпускавшийся одной половиной состава Divertis для Pro TV, где он сыграл ведущего персонажа Немуричула. Его возвращение выдвинуло на первый план конфликт между Тони Греку, который выпускал политическое шоу комедии того же телеканалаи, и менее политизированной Land of Jokes. В июне 2011 года Паску и другие комики Land of Jokes объявили, что их раскол с Divertis был окончательным, и их контракт с Pro TV закончился. Они создали новую комедийную труппу, получившую название Distractis, поскольку бренд Land of Jokes остался с Pro TV, и в августе 2011 года подписали контракт с TVR 1. Передача Distractis сразу стала показывать высокие рейтинги.
В октябре 2011 года он приехал в Клуж-Напоку к церемонии инаугурации Клуж-Арены, домашней площадки футбольного клуба Университатя. Он ездил в Сиэтл и выступал на сборе средств для нового румынского православного культурного центра в Америке. В начале 2012 года он сосредоточил свою музыкальную деятельность в жудеце Сучава, где работал с местным автором и исполнителем Льяном Кублешаном. Их сотрудничество привело к созданию альбома баллад Tropa, Tropa… €uropa!, выпущенного 20 января в Кымпулунг-Молдовенеске, где Паску и The Blue Workers исполнили концерт. Паскю появился со своим коллегой по фильму «Западе» Мирчей Диакону в короткометражном фильме Loto, сыграв роль продавца автомобилей.

## Смерть
Ночью 26 сентября 2016 года его жена дважды вызывала скорую помощь. В первый раз Паску жаловался на паническую атаку и на 3 дня бессонницу. Как сообщил врач скорой помощи, Паску не упомянул о перенесённом инсульте, а рассказал только о диабете и боли в колене, мешающей спать. От госпитализации он отказался и только попросил дать ему снотворное. Второй звонок последовал через пару часов, в этот раз Паску был уже без сознания. Врачи боролись за его жизнь в течение 45 минут, но безрезультатно. Медицинская экспертиза постановила, что он умер из-за сердечного приступа.

## Дискография
- Ar putea fi (мини-альбом, 1992)
- Mixed Grill (студийный альбом, 1993)
- Maşina cu jazzolină (студийный альбом, 1994)
- Casetă pentru minte, inimă şi gură (студийный альбом, 1996)
- Gânduri nevinovate (студийный альбом, 1997)
- Lasă (muzică de casă) (студийный альбом, 2000)
- Stângul de a visa (студийный альбом, 2002)
- Prinde o stea (студийный альбом, 2003)
- Jocul de-a joaca (студийный альбом, 2004)
- 12 ani, 12 balade (сборник лучших хитов, 2005)
- La jumătatea vieţii (студийный альбом, 2007)
- Tropa, Tropa… €uropa! (студийный альбом с Льяном Кублешаном, 2012)